# Дояйо
Дояйо (также доваяйо, намши; англ. doyayo, dowayayo, namshi) — адамава-убангийский народ, населяющий северные районы Камеруна (департаменты Бенуэ и Фаро Северного региона). Помимо этнонима «дояйо» этот народ известен также под пейоративным названием «намши».
По оценкам, опубликованным на сайте организации Joshua Project, численность народа дояйо составляет около 46 000 человек.
Народ дояйо говорит на языке дояйо адамава-убангийской семьи нигеро-конголезской макросемьи (другое распространённое название — «намчи», или «намши»). Также язык дояйо, или намчи, известен под названиями «доайо», «доньянйо», «доньяйо», «доохьяайо», «дооваайо», «доояангйо», «доояайо», «доояйо», «доваяйо», «довайо», «дояайо», «дояю», «номаи», «тунга», «тунгбо», «тууно», «намчи», «намши». В дояйо выделяются диалекты марке, теере (поли) и севе (севе иногда рассматривается как отдельный язык). В классификациях языков адамава, представленных в справочнике языков мира Ethnologue и в «Большой российской энциклопедии», язык дояйо вместе с языками объединения вере-гимме (гимме, гимниме, кома и мом джанго) включается в состав кластера вере-дояйо подгруппы воко-дояйо группы дуру ветви леко-нимбари. Письменность основана на базе латинского алфавита. Численность говорящих на языке дояйо, согласно данным, опубликованным в справочнике Ethnologue, составляет около 18 000 человек (1985). Помимо родного языка небольшая часть представителей народа дояйо также владеет языком фула (в варианте адамава фульфульде) и французским языком.
Среди представителей народа дояйо есть как приверженцы традиционных верований (69 %), так и христиане (26 %), имеется также небольшая группа мусульман (5 %).
- Статуэтка (Музей
 замка Сфорца[итал.])
- Статуэтка (Музей
 замка Сфорца)
- Статуэтка (Музей
 замка Сфорца)
- Статуэтка (Tropenmuseum)